# Theunis Dircksz van Schalkwyk
Theunis Dircksz van Schalkwyk (ca. 1639 – ca. 1717) was een Nederlandse kolonist en een invloedrijke vroege vrijburger aan de Kaap de Goede Hoop. Hij vestigde zich als succesvol boer, houthakker en ondernemer, en wordt beschouwd als de stamvader van de Van Schalkwyk-familie in Zuid-Afrika.

## Levensloop

### Vroege jaren aan de Kaap
Van Schalkwyk arriveerde rond 1665 aan de Kaap als soldaat van de Verenigde Oost-Indische Compagnie (VOC). Kort daarna vestigde hij zich als vrijburger. Hij verdiende aanvankelijk de kost als houthakker en visser.
In 1675 kreeg hij het monopolie op de vislevering aan de markt in Kaapstad.

### Ondernemingen en landbouw
Naast visserij en houthakken waagde Van Schalkwyk zich aan de landbouw. Hij bezat uitgestrekte wijngaarden, graanvelden en een aanzienlijke veestapel. In 1692 werd hij geregistreerd als een van de rijkste boeren van de regio Stellenbosch.
Zijn bezit in 1692 omvatte:
- 8000 wijnstokken
- 260 mud graan
- 180 runderen
- 1700 schapen
- meerdere varkens en paarden

Hij verkreeg verscheidene boerderijen, waaronder:
- Diamant bij de Paarlberg
- Oranjerie aan de Paardeberg
- Alphen bij Constantia
- Blommesteijn nabij Durbanville

In 1694 en 1706 kreeg hij vergunningen om bier te brouwen en sterke drank te verkopen, hoewel zijn pogingen om moutbier commercieel te produceren weinig succes hadden.

### Bestuurlijke activiteiten
Van Schalkwyk bekleedde verschillende functies:
- Officier in de Burgerwacht (1687)
- Lid van de Burgerraad (1696–1697)
- Lid van de Huwelijkshof (1696–1705)
- Lid van het Hof voor Kleine Zaken (1699–1700)[1]

### Persoonlijk leven
Van Schalkwyk trouwde driemaal:
- In 1669 met Jacomyntje Hermans (overleden vóór 1682)
- In 1682 met Geertruy Jansz van Buuren
- In 1689 met Gysberta Adriana van Breugel

Uit zijn eerste huwelijk had hij twee kinderen: Dirk en Anna, die in 1712 trouwde met Jan Brommert.

### Slavernij en arbeidskrachten
Van Schalkwyk bezat meerdere slaven. In 1683 kocht en bevrijdde hij Louis van Nagapatnam, nadat deze acht jaar voor hem had gewerkt.
In 1685 kocht hij Christina van Madagascar en in 1695 ruilde hij twee Indiase slaven tegen een andere slaaf van Madagaskar.

### Overlijden
Van Schalkwyk overleed rond 1717. Hij bezat op dat moment onder meer de boerderijen Klipheuvel en Doodekraal.